# Bernd Cullmann
Bernd Cullmann, né le 11 octobre 1939 à Idar-Oberstein où il meurt le 13 janvier 2025, est un athlète allemand, spécialiste du sprint et du relais 4 × 100 m.
C'est le premier relayeur de l'équipe d'Allemagne unifiée qui remporte la médaille d'or aux Jeux olympiques de Rome, en 1960, en égalant son propre record du monde.